# Petalcingo
Petalcingo es una localidad del estado mexicano de Chiapas. Es parte del municipio de Tila.

## Toponimia
El nombre «Petalcingo» proviene de los términos en náhuatl petatl, petate; tzintli, diminutivo; co, lugar. 
Su significado es «En los petatitos».

## Demografía
| Gráfica de evolución demográfica |
|                                  |

| Censo | Población |
| ----- | --------- |
| 1900  | 1 182     |
| 1910  | 1 177     |
| 1921  | 834       |
| 1930  | 1 215     |
| 1940  | 1 566     |
| 1950  | 2 359     |
| 1960  | 2 950     |
| 1970  | 3 179     |
| 1980  | 2 672     |
| 1990  | 5 015     |
| 2000  | 5 788     |
| 2010  | 6 775     |
| 2020  | 7 417     |